# Dominik Shobyōye
Dominik Shobyōye (zm. 16 września 1628 na wzgórzu Nishizaka w Nagasaki w Japonii) – błogosławiony Kościoła katolickiego, japoński tercjarz dominikański, męczennik, ofiara prześladowań antykatolickich w Japonii.
Dominik Shobyōye był tercjarzem dominikańskim. Został ścięty z powodu wiary 16 września 1628 na wzgórzu Nishizaka w Nagasaki razem z dwoma innymi tercjarzami: Michałem i Pawłem Himonoya.
Został beatyfikowany w grupie 205 męczenników japońskich przez Piusa IX w dniu 7 lipca 1867 (dokument datowany jest 7 maja 1867)
Dniem jego wspomnienia jest 10 września (w grupie 205 męczenników japońskich).